# Gustavo Hernández Pérez
Gustavo Hernández Pérez (Caracas, 21 de febrero de 1974) es un director de cine, productor y guionista venezolano.

## Biografía
Egresó de la escuela de Comunicación Social de la Universidad Central de Venezuela. Luego de sus estudios en el Instituto de Formación Cinematográfica COTRAIN y la Escuela de Cine y Televisión Caracas, obtuvo una maestría en dirección de cine en el American Film Institute (AFI) en Los Ángeles (California). Dentro de sus reconocimientos, recibió el premio AFI Franklin J. Schaffner Fellowship Award al mejor director de 2003, y el Directors Guild of America (Sindicato de Directores de Estados Unidos) le otorgó el premio al mejor director latino de 2003 en los DGA Student Film Awards.
The Mexican Dream, escrita y dirigida por Hernández Pérez, ganó 13 festivales internacionales de cine. Resultó finalista nacional en los Student Academy Awards de 2003, y obtuvo una distribución con HBO durante dos años.

## Filmografía
- Presunción de Muerte, Largometraje - Crimen y Suspenso - En Post-Producción (2024)
- El Silbón, Largometraje - Horror y Misterio - En Pre-Producción
- The Mexican Dream, Cortometraje - Comedia (2003)
- Juanvasanjuan, Documental (1998)

| Year | Title             | Awards |
| ---- | ----------------- | --- |
| 1998 | Juanvasanjuan     | |
| 2003 | The Mexican Dream | - Mejor Director Latino del Año. Directors Guild of America (Sindicato de Directores de Estados Unidos). DGA Student Film Awards. - Mejor Director del Año. Premio AFI Franklin J. Schaffner Fellowship Award. - Premio Platino al Mejor Cortometraje Original. Festival Mundial de Houston. - Premio Platino al Mejor Cortometraje de Comedia. Festival Mundial de Houston. - Mejor Cortometraje de Ficción. Festival Mundial de Cine de San Francisco. - Mejor Cortometraje. Categoría Video. Festival Internacional de Cine de Valdivia, Chile. - Gran Premio de La Audiencia. Mejor Cortometraje. Festival de Cine de Grinnell College, Iowa. - Mejor Cortometraje de Ficción. Festival de Cortometrajes de Philadelphia. - Mejor Guion. Festival Internacional de cortometrajes de Miami. - 2.º Lugar. Mejor Cortometraje. Festival Internacional de Cine Independiente El Elche, España. - 3.er Lugar. Mejor Cortometraje. Athens International Film Festival, Ohio. |